# František Vejdovský
František Vejdovský (né le 24 octobre 1849 à Kouřim et mort le 4 décembre 1939 à Prague) est un zoologiste tchèque.
Il a notamment étudié les nématodes.